# John Terry (Schauspieler)
John Terry (* 25. Januar 1950 in Florida) ist ein US-amerikanischer Schauspieler.

## Leben
John Terry baute ursprünglich Holzhäuser in North Carolina. Er spielte dort bereits auf einer Provinzbühne, bevor er nach Alaska weiterzog, wo er eine Rafting-Firma gründete. Erst mit 30 Jahren zog er nach New York City, um Vollzeitschauspieler zu werden.
Terry gab sein Filmdebüt nach einem Auftritt in der Serie Die Ausgeflippten („Soap“, 1978) in der Titelrolle des Fantasy-Films Hawk – Hüter des magischen Schwertes (Hawk the Slayer, 1980) an der Seite von Jack Palance. Seine Karriere erreichte 1987 ihren vorläufigen Höhepunkt, als er die Rolle des Lieutenant Lockart in Stanley Kubricks Full Metal Jacket sowie die Rolle des Felix Leiter im Film James Bond 007 – Der Hauch des Todes erhielt.
Anfang der 90er spielte er eine Rolle als Vater (Ed Clemons) eines sehr jungen Ben Affleck (Joe Willie Clemons) in der kurzlebigen Fernsehserie Against the Grain. Kurz darauf spielte er in acht Folgen der Serie Emergency Room – Die Notaufnahme einen Psychiater, Dr. David „Div“ Cvetic, der in den ersten Folgen der Serie eine Liebschaft mit Dr. Lewis hat, bevor er nach einem Nervenzusammenbruch verschwindet.
Besonders kleinere Rollen in wenig bedeutenden Fernsehfilmen folgten, bis er 2003 neuen Erfolg im Fernsehen fand. In der zweiten Staffel der Fernsehserie 24 spielte er neben Kiefer Sutherland die Rolle des Geschäftsmannes Bob Warner, der entdecken muss, dass seine Tochter eine eiskalte Terroristin ist, während die andere Tochter sich in den Helden der Serie, Jack Bauer, verliebt.
Nach Gastauftritten in der Serie Las Vegas spielte er von 2004 bis 2010 in der ABC-Serie Lost als wiederkehrende Nebenrolle wiederum eine Vaterfigur, nämlich Dr. Christian Shephard, den Vater von Dr. Jack Shephard (dargestellt von Matthew Fox) und Claire Littleton (dargestellt von Emilie de Ravin), einen Alkoholiker, der unter rätselhaften Umständen in Australien ums Leben kommt und dem Fans der Serie eine wichtige Rolle bei der Lösung des Rätsels der Insel beimessen.
In jüngerer Zeit trat Terry mit Rollen in Law & Order, in Steven Spielbergs Miniserie Into the West – In den Westen (als Jacob Wheeler im Alter) und in der ABC-Serie Secrets of a Small Town hervor. 2007 ist er in David Finchers Zodiac – Die Spur des Killers als Charles Theiriot zu sehen.
John Terry lebt derzeit in Park City, Utah. Seine Tochter ist die Fußballspielerin Hanna Terry.

## Filmografie (Auswahl)
- 1983: Im Wendekreis des Kreuzes (The Scarlet and the Black) (Fernsehfilm)
- 1985: Wildgänse 2 (Wild Geese II)
- 1987: James Bond 007 – Der Hauch des Todes (The Living Daylights)
- 1987: Full Metal Jacket
- 1989: Zurück aus der Hölle (In Country)
- 1990: Die Axtmörderin (Killing In A Small Town )
- 1991: The Resurrected – Die Saat des Bösen (The Resurrected)
- 1992: Von Mäusen und Menschen (Of Mice and Men)
- 1994: Iron Will – Der Wille zum Sieg (Iron Will)
- 1994: Emergency Room – Die Notaufnahme (ER, Fernsehserie, 8 Folgen)
- 1995: The Big Green – Ein unschlagbares Team (The Big Green)
- 1998: Der Baumflüsterer (Heartwood)
- 1999: Melodie der Leidenschaft (Blue Valley Songbird)
- 2004–2010: Lost (Fernsehserie, 18 Folgen)
- 2005: Into the West – In den Westen (Into The West, Miniserie, 4 Folgen)
- 2007: Zodiac – Die Spur des Killers (Zodiac)
- 2008: Surfer, Dude
- 2009: Way of War
- 2010: Nine Dead
- 2010–2011: Brothers & Sisters (Fernsehserie, 5 Folgen)
- 2011: Charlie’s Angels (Fernsehserie, 2 Folgen)